# Chalcoscirtus martensi
Chalcoscirtus martensi är en spindelart som beskrevs av Zabka 1980. Chalcoscirtus martensi ingår i släktet Chalcoscirtus och familjen hoppspindlar. Inga underarter finns listade i Catalogue of Life.